# Nic nie stoi na przeszkodzie
Nic nie stoi na przeszkodzie – polski film psychologiczny z 1980 roku.

## Obsada aktorska
- Antonina Gordon-Górecka ∼ Marta, matka Jerzego
- Tadeusz Janczar ∼ Jerzy
- Irena Malkiewicz ∼ Maria, siostra Marty
- Magda Teresa Wójcik ∼ Zofia, żona Jerzego
- Emir Buczacki ∼ doktor, kolega Zofii
- Stanisław Michalski ∼ Paweł, przyjaciel Jerzego
- Pola Raksa ∼ Irena, żona Pawła
- Barbara Bursztynowicz ∼ Alina
- Bernard Michalski ∼ kierownik lotniska
- Jan Orsza ∼ pensjonariusz domu starców
- Ewa Lejczak ∼ rodząca kobieta